# Giffaumont-Champaubert
Giffaumont-Champaubert – miejscowość i gmina we Francji, w regionie Grand Est, w departamencie Marna.
Według danych na rok 2013 gminę zamieszkiwały 262 osoby.